# ステラーカイギュウ
ステラーカイギュウ（Hydrodamalis gigas）は、海牛目ジュゴン科ステラーカイギュウ属に分類される海棲哺乳類。現生海牛目では唯一の北方系の大型種であり、同時に現生海牛目における唯一の絶滅種である。

## 分類

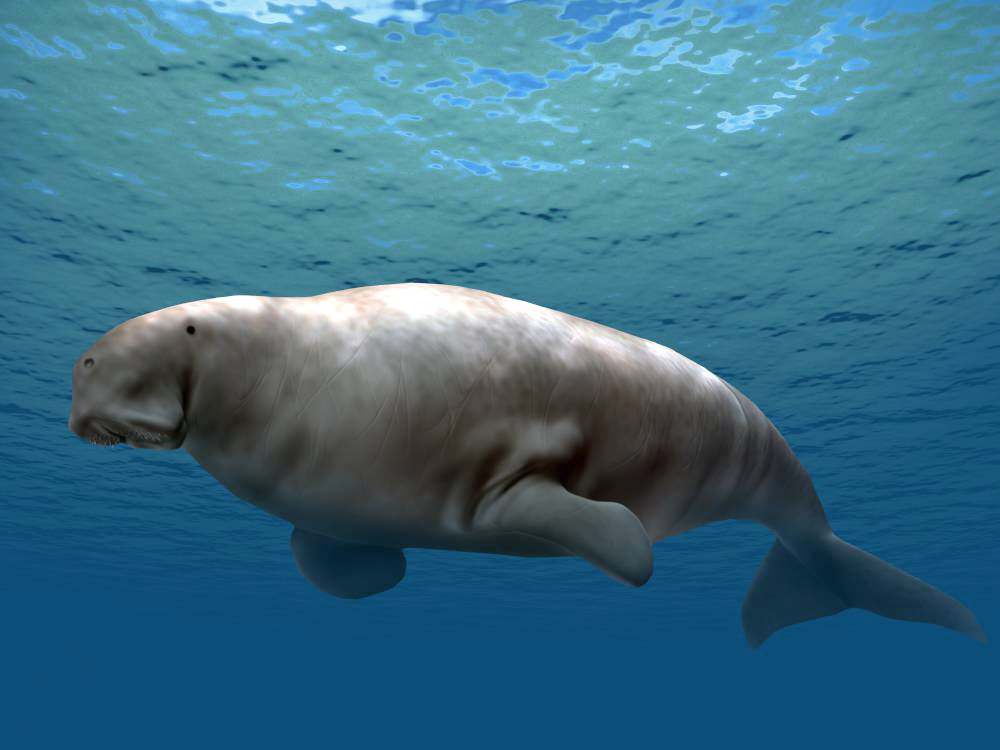
日本列島から同属のアイヅタカサトカイギュウやヤマガタダイカイギュウが発見されている、ステラーカイギュウに非常に近縁とされるドゥシシレンの想像図。

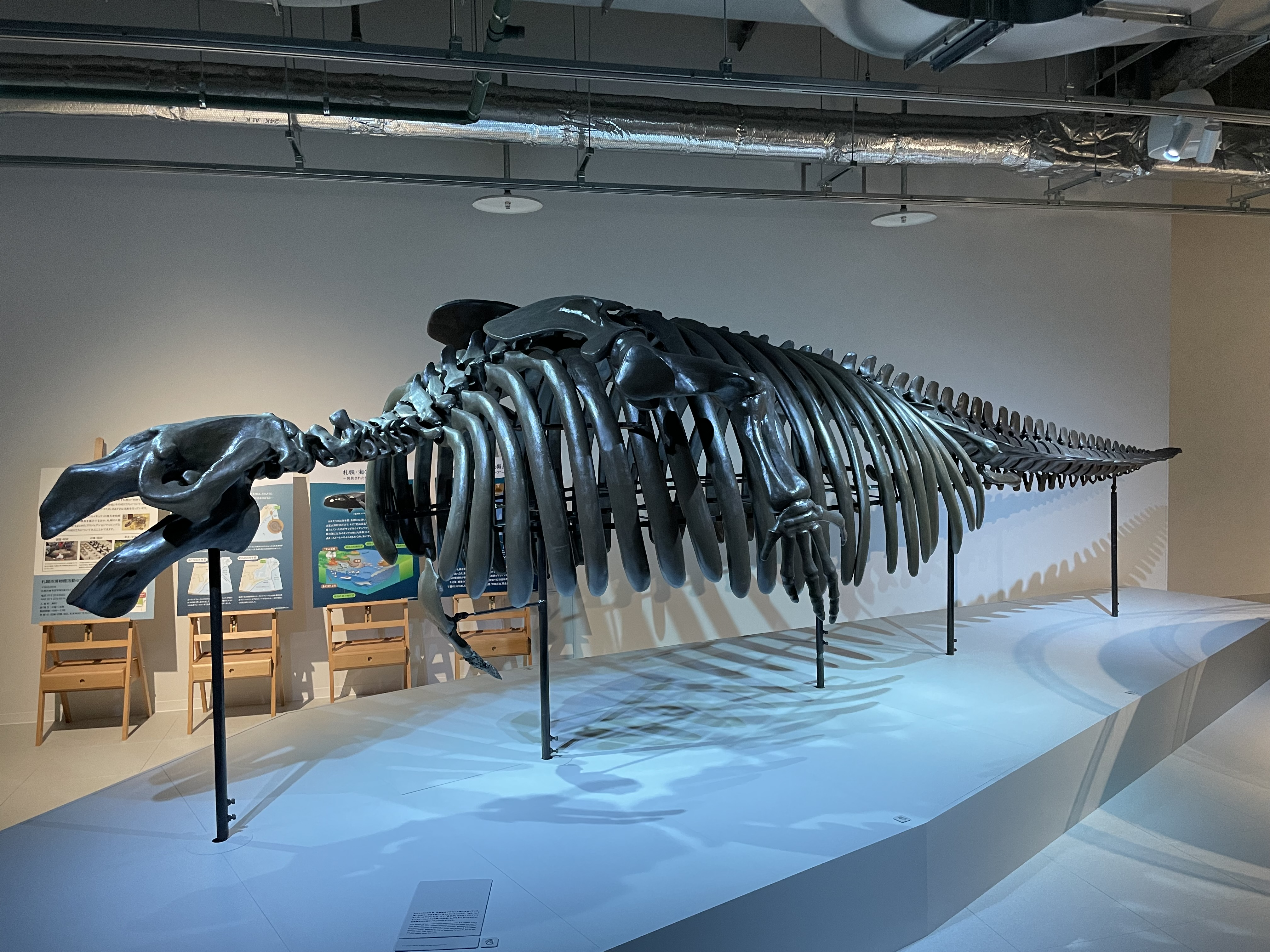
サッポロカイギュウの骨格標本。

本種の種名の由来は、ドイツ人の医師で博物学者でもあったゲオルク・ヴィルヘルム・シュテラー（ステラー）である。
寒冷適応型のカイギュウ類に1科を立て、ダイカイギュウ科とすることもあり、この場合、ステラーカイギュウはステラーダイカイギュウとされる。
本種は分類的にも尾びれなどの形態的にも、現生種ではジュゴンともっとも近縁とされるが、対照的に寒冷適応型であり大きさなどの形態的要素にも大きな違いがあった。
日本列島では、とくに北海道と東北地方から寒冷適応型のカイギュウ類の化石が比較的に多く発見されており、発掘例は約30体に達する。それの中にはステラーカイギュウの祖先に当たると思われる同属のピリカカイギュウ、ステラーカイギュウとケスターカイギュウに非常に近縁とされるタキカワカイギュウ、世界最古の大型カイギュウの一種とされるサッポロカイギュウ、ステラーカイギュウそのものの化石であるキタヒロシマカイギュウ（北広島市標本）が含まれている。
また、2007年5月、東京都狛江市を流れる多摩川河床の約120万年前の地層から発見された大型カイギュウ類の全身骨格化石は、祖先種からステラーカイギュウに進化する途中の新種と見られている。この化石は、あごから尾まで全身の100個以上の骨がほぼそろっており、幼獣ながら全長5 - 6メートルと推定される。肋骨は左右に20個ずつあり、ステラーカイギュウより1個多く、その祖先種より1個少ないことから、進化の過程で肋骨を減らしつつあった中間種とみられる。

## 分布

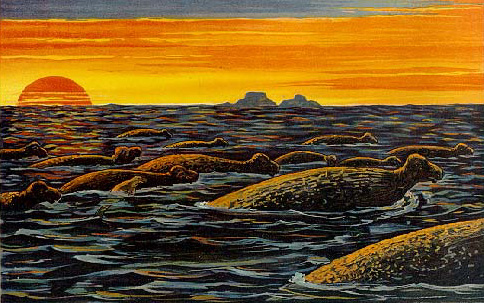
ステラーカイギュウの群れ。

発見当時はベーリング海に分布していた。模式標本の産地（基準産地・タイプ産地・模式産地）はベーリング島。
発見当時、ステラーカイギュウはすでに、コマンドルスキー諸島などの限られた地域にしか生息していなかったが、更新世には房総半島（または九州）までの日本列島の沿岸から北米大陸のカリフォルニア州あたりまで分布していたことがわかる。（日本列島を除く）北米大陸から千島列島にかけての範囲における最大生息数は20万頭前後だった可能性がある。その後、アリューシャン列島やその近辺に棲息が限定されたのは、気候変動だけでなく直接的・間接的な人類の影響も考えられる。
北海道北広島市で発見されたステラーカイギュウ北広島標本（キタヒロシマカイギュウ）は、北広島市中央公民館・北海道開拓記念館に展示されている。この化石は当時としては、約100万年前の前期更新世の地層から発見された世界初の本種の化石であり、また国内で唯一のステラーカイギュウ化石と言われていたが、後に房総半島（千葉県）でもチバニアン期（中期更新世後期）の地層からステラーカイギュウまたは類似種の化石が発見されている。

## 形態

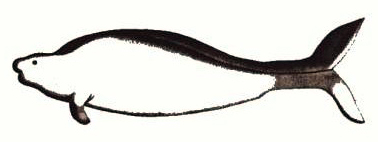
直接の観察の下に描かれたとされている唯一の絵画。

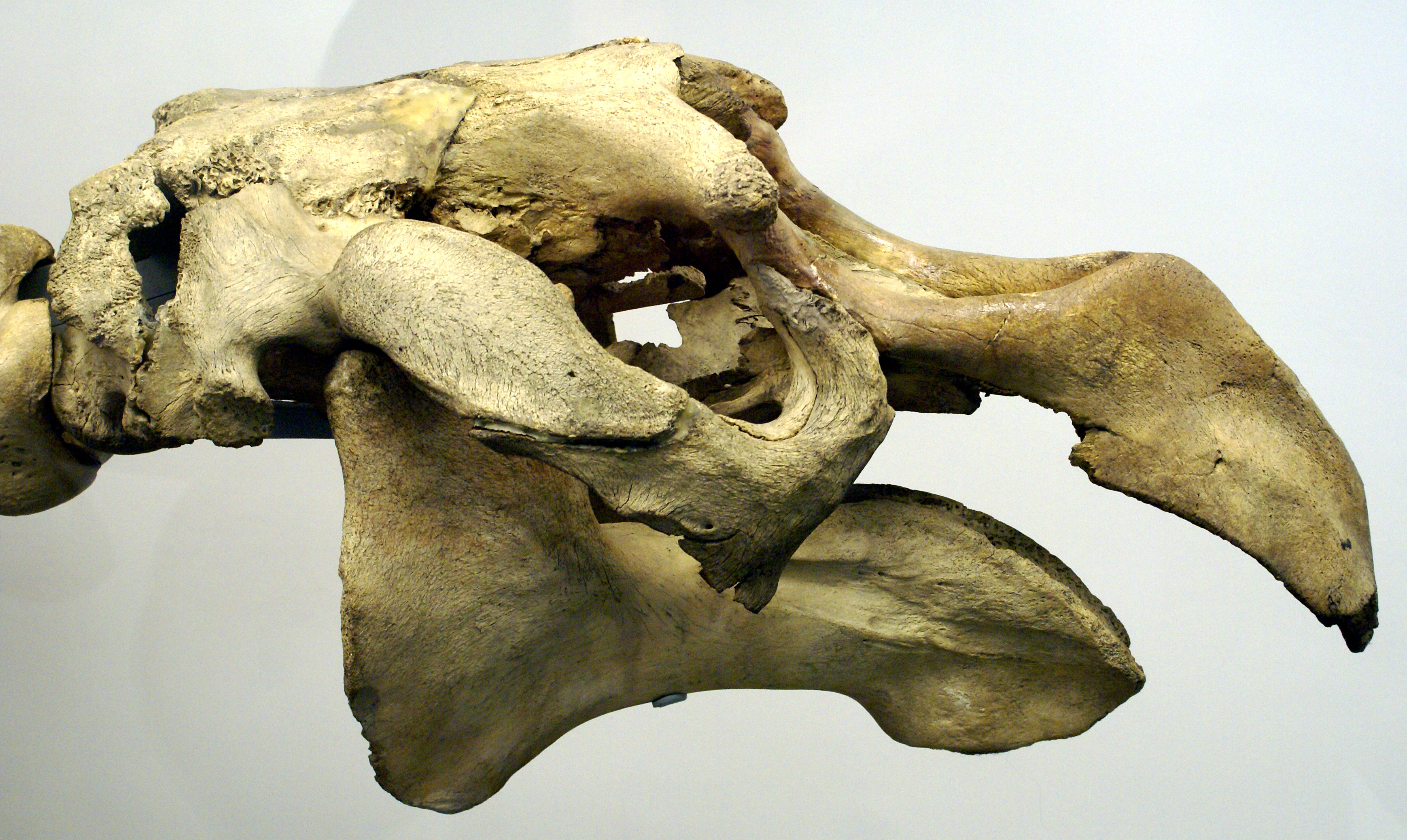
頭蓋骨の化石。

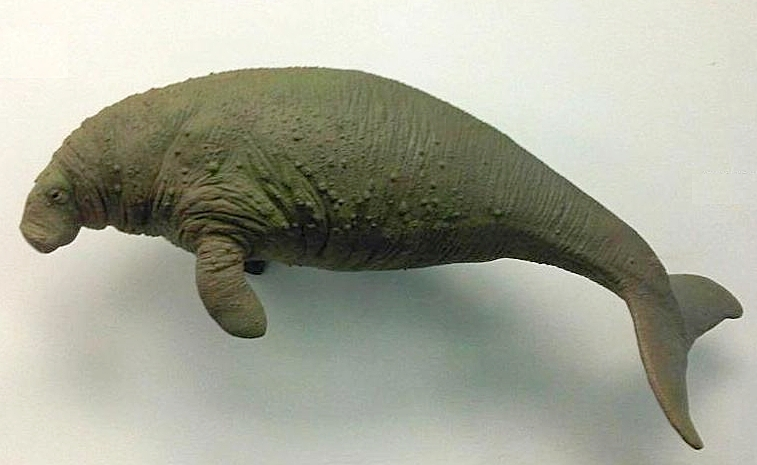
復元模型。

本種は体長は7 - 10メートル、体重は8-10トンに達したとされており、現生カイギュウ類として最大であっただけでなく、現生哺乳類でも鯨類に次ぐ巨大な動物であった。
ステラーカイギュウは、体が巨大なことのほかにも、暖海性のジュゴンやマナティーとは異なった特徴をいくつか持ち、現生の海牛類の間には収斂進化は見られない。際立った特徴の1つとして、ステラーカイギュウの成獣は、歯が退化して、ほとんどなくなっていた。彼らは、上顎と下顎の先に、登山靴の裏側のように細かい溝のついた固い角質の、嘴のような板をもち、よく動く唇とこの嘴を使って、岩に付いたコンブなどを噛みちぎって食べていた。
また、ステラーカイギュウのひれ状になった前足は、指の骨が完全に退化してなくなっていた。近縁種のジュゴンも、アザラシ類も、クジラでさえ、5列に並んだ指の骨をもっており、このことは、ステラーカイギュウが非常に高い水準で海中生活に適応していたことを示している。この前足は、体の中心に向かってかぎ型に曲がっており、骨格の構造から、彼らはこの前足を前後に動かして、岩に付いた藻をはぎ取ったり、繁殖行為の最中に相手にしがみついたり、強い波に流されないように水底に自らを固定したり、水底を歩いたりしていたと考えられる。
ステラーカイギュウの頭部は体に比べて小さく、首が短くて、胴体との境界はあまりはっきりしていなかった。目は小さく、口の周りには太い毛が生えていた。外から見た耳は豆粒大の大きさしかなく、あまり目立たなかったが、内耳の構造は発達しており、音はよく聞こえていたと考えられる。首の構造は非常に柔軟で、あまり体を動かさなくても広い範囲の餌を食べることができたと考えられる。
尾は大きく平らで、先はクジラの尾のように二股に分かれていた。寒冷域への適応の結果である黒くて丈夫な皮膚には数多くのしわが刻まれ、厚さは2.5センチメートルもあり、樹皮のようだった。皮膚の下の脂肪層は10-20センチメートル以上もあった。また、この皮膚の特徴からリポキシゲナーゼの活性化が抑制されていた可能性もある。

## 生態

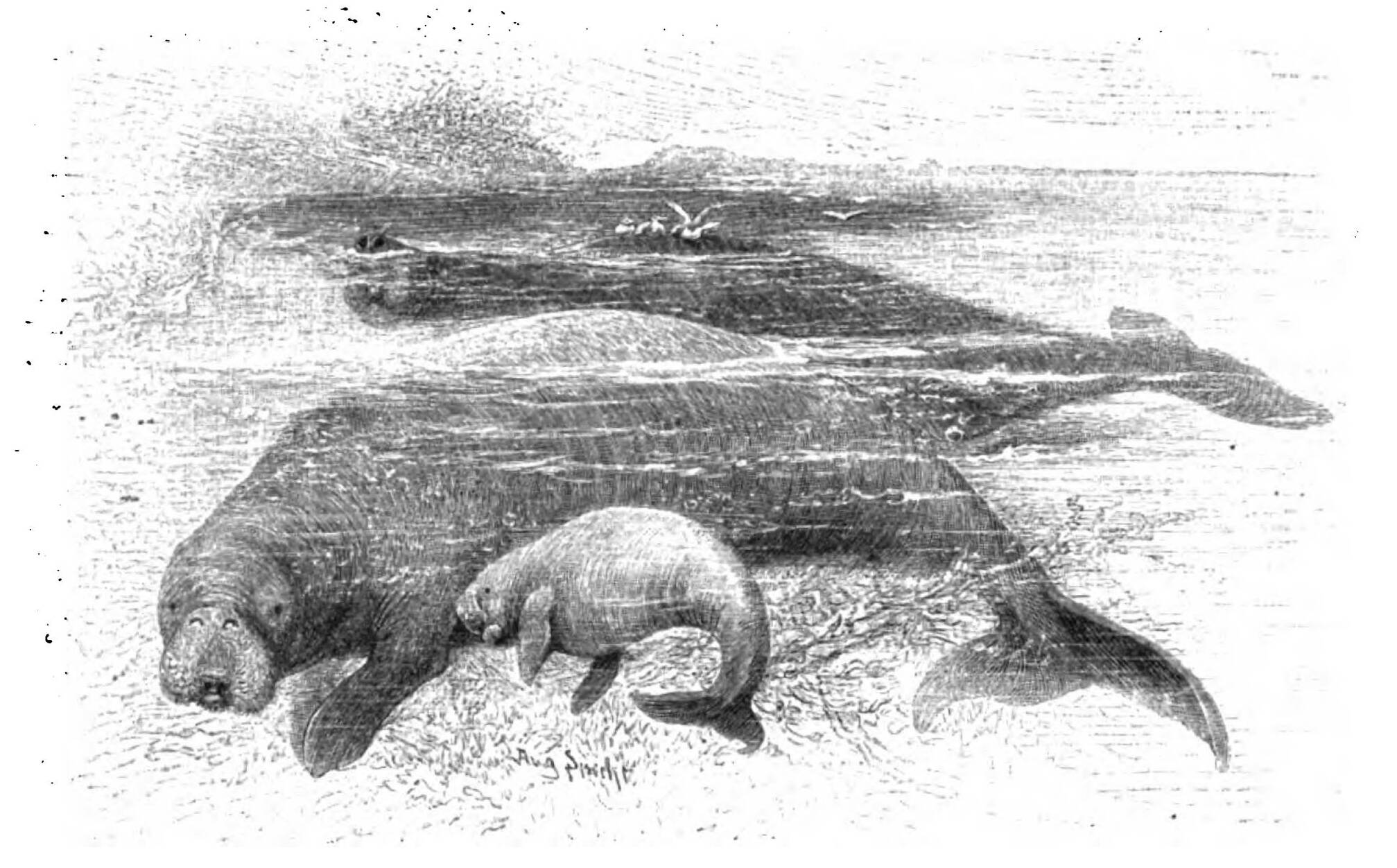
ステラーカイギュウの想像図。

ステラーカイギュウは寒冷適応型の海牛類（ステラーカイギュウ亜科）の最後の生き残りであり、また有史以降も存在した唯一の現生種であった。寒冷域に適応したために分厚い皮下脂肪を持っており、防寒用だけでなく海氷や岩で体に擦り傷が付くのを防いでいたと思われる。この海牛類の系統は現生のジュゴンの様に暖海で主にアマモなどの海草を食べて暮らす海牛類から派生したが、より寒冷な海に育つコンブなどの海藻類を食べ、体を大きくして大量の脂肪を蓄えることで、寒冷な気候に適応していた。
ゲオルク・シュテラーの観察によると、ステラーカイギュウは浅瀬や海岸線を好み、河口でも頻繁に見られたとされている。おそらくほとんど潜水できず、丸く隆起した背中の上部を転覆したボートの船底のように常に水面上に露出する状態で漂っていた。多くの個体の水面下の皮膚には数多くの小さな甲殻類が寄生しており、解剖した腸の中には線虫が寄生していたとされる。海氷が流れ去るまで沖合いにいて、春になって氷がなくなると、再び海藻を食べ始るが、この春の初めに繁殖活動に入り、1年以上の妊娠期間を経て1子を産んだと思われる。島の周辺の浅い海に群れを形成して生息していた。シュテラーによれば、幼獣は群れの中央で育てられ、つがいの絆はとても強かったとされている。動作が鈍く、人間に対する警戒心も薄かった。人間からの攻撃に対しても有効な防御の方法も持たず、ひたすら海底にうずくまるだけだった。また、仲間が殺されると助けようとするように集まってくる習性が見られ、特にメスが傷つけられたり殺されたりすると、オスが何頭も寄ってきて取り囲み、突き刺さった銛や絡まったロープを外そうとした。このような習性も人間による狩猟に利用された。 

### 食性

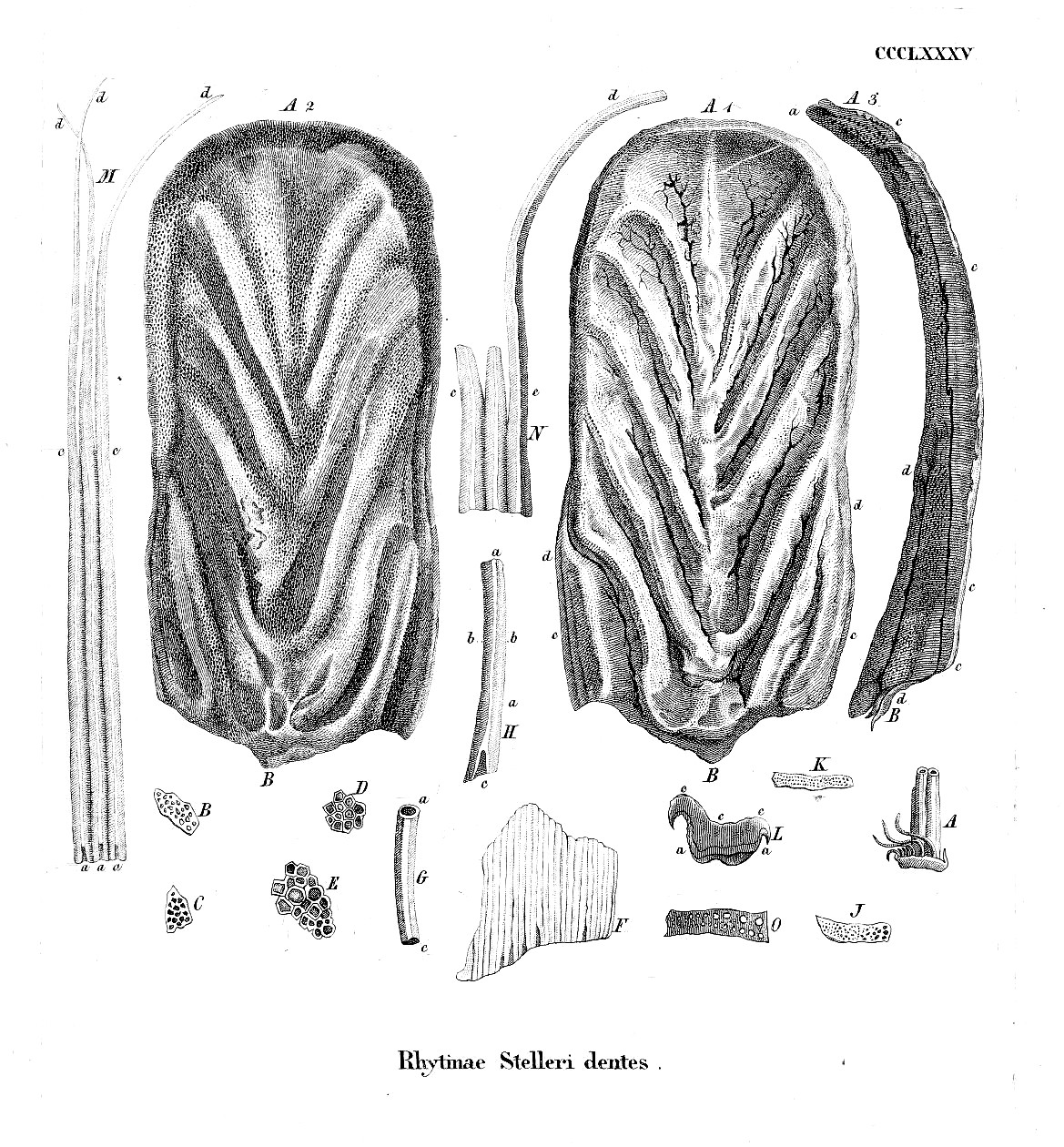
ステラーカイギュウの歯。

潮流に乗って海岸の浅瀬に集まり、コンブなどの褐藻類を食べていた。現生の暖海性の海牛類と同様に、ステラーカイギュウもコンブを咥内で噛んだりすり潰すことはあまりしていなかったと思われ、実際に、体の中には（あまり噛み砕かれていない食べ物を完全に消化するために有用な）非常に大きな腸が内蔵されていたという。
冬になって流氷が海岸を埋めつくすと、絶食状態になり、脂肪が失われてやせ細った。このときのステラーカイギュウは、皮膚の下の骨が透けて見えるほどだったという。脂肪の蓄積によって餌が不十分な環境と長距離の回遊にも適応していた可能性がある。主要な餌であるケルプ (kelp) の Eularia fistulosa の自生期間も限定されていたため、年間の多くの期間は絶食またはそれに近い状況にあった可能性があり、餌を求めた島々の間の移動にも絶食への適応性が役立っていたと思われる。
海藻類は非常に歴史の古い植物群であるにもかかわらず、現生の脊椎動物において海藻類を主食とするのはほぼ海牛類とウミイグアナに限定される。なお、ウミイグアナはアオサ類や石灰藻類を主に餌とするが、上記の通りステラーカイギュウはコンブ類などの褐藻類を中心に食べていたとされる。

## 人間との関係
ステラーカイギュウの減少・絶滅の原因には主に人類による直接的・間接的な影響が指摘されているが、中には気候変動も本種の50万年近くに渡って続いた減少を後押ししたとする説もあるが、検証に用いられた資料が限定されており、気候変動の本種への明確な影響力には不明な点が多い。中世の温暖期によってコンブの生息数や分布が大きく変化したことが、本種の地方絶滅を招いたとする説である。

### ヨーロッパ人による発見以前

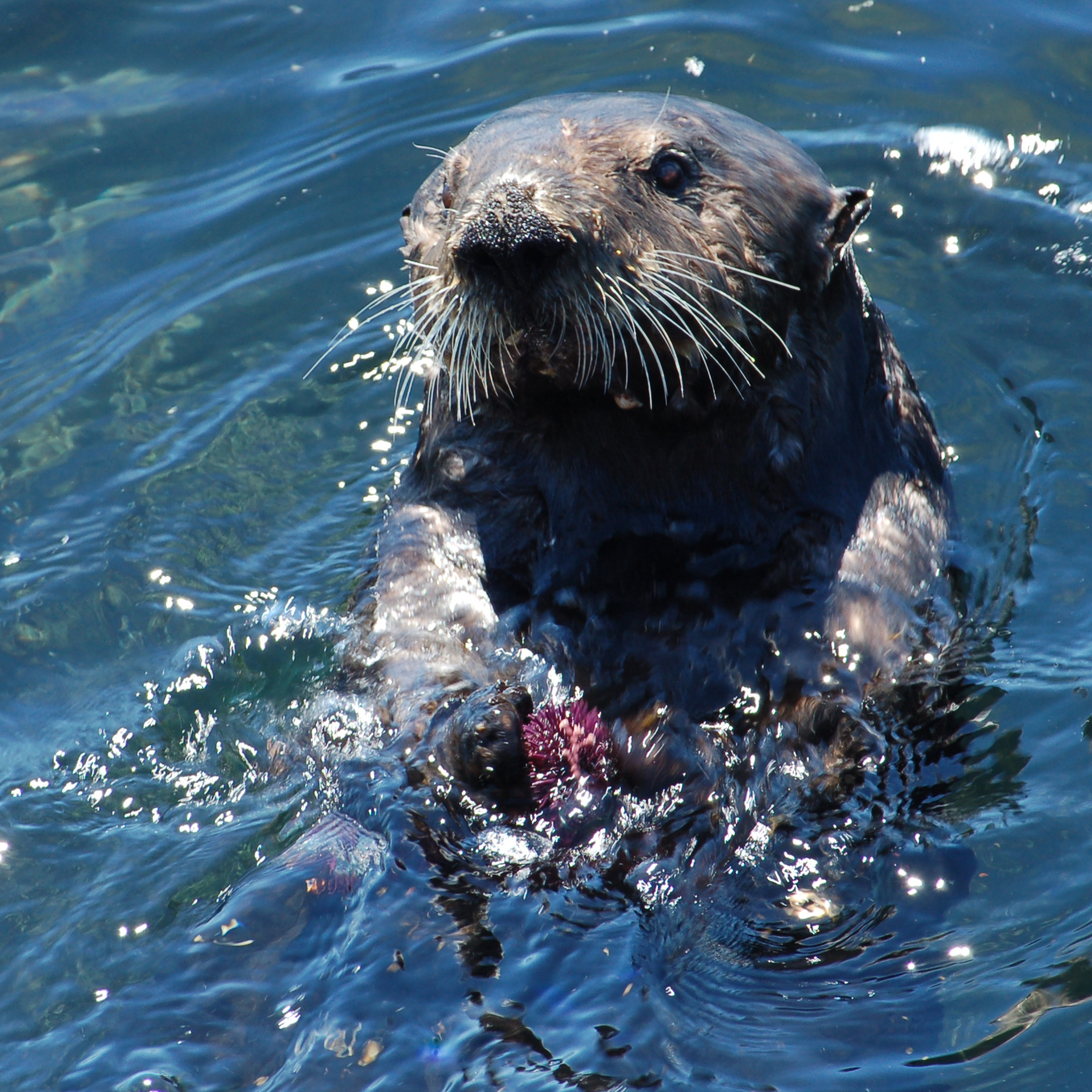
ステラーカイギュウの絶滅には世界規模でのラッコの乱獲によるウニの過剰増加も間接的に影響を及ぼしていたと考えられている。

ステラーカイギュウの減少と絶滅には、人類による直接の狩猟だけでなく、ラッコの乱獲によって生態系のサイクルが大きく乱されたことに起因する間接的な要素もあったとされる。
一説には、ヨーロッパ人がステラーカイギュウを発見した際にはすでに約2,000頭まで減少しており、ヴィトゥス・ベーリングが本種を発見した時点ですでに絶滅危惧だった可能性も指摘されている。
アレウト族やシベリアユピックや彼らの祖先などはアリューシャン列島やセント・ローレンス島などに定住するようになったが、海獣を多く利用してきた彼らの移動・移住と共に各地のステラーカイギュウも地方絶滅を迎えた可能性がある。実際に、ニア諸島でも人類の狩猟対象にされていた可能性が指摘されており、ヨーロッパ人がステラーカイギュウを発見した際にはすでに分布が壊滅的に限定されており、わずかな無人島にばかり集中していたことと合致しているとされる。しかし、ステラーカイギュウの各地での地方絶滅とこれらの人類（先住民）の相関関係については決定的に立証されたわけではない。
また、少なくとも後期更新世まではステラーカイギュウはカムチャッカ半島の周辺だけでなく日本列島や北米大陸などのより広範囲にも生息していたが、これらの地域からの消滅（地域絶滅）が人類によって引き起こされてきた可能性の是非については不明瞭である。
ステラーカイギュウの絶滅に間接的に大きな影響を及ぼしたと考えられているラッコの乱獲は世界規模で進行していた。ラッコの激減によってウニが激増し、ステラーカイギュウの餌となる海藻類を大幅に減少させたというメカニズムである。ステラーカイギュウの分布域においても、ヨーロッパ人が乱獲を行う以前から先住民もラッコの乱獲を行ってきた可能性も指摘されているが、先住民のラッコへの依存度は不明瞭な部分が大きい。一方で、先住民にはステラーカイギュウという格好の得物がすでに存在していたため、先住民によるラッコの乱獲はステラーカイギュウが各地で激減や地方絶滅を迎えてから本格的に開始された可能性もある。

### ヨーロッパ人による発見後

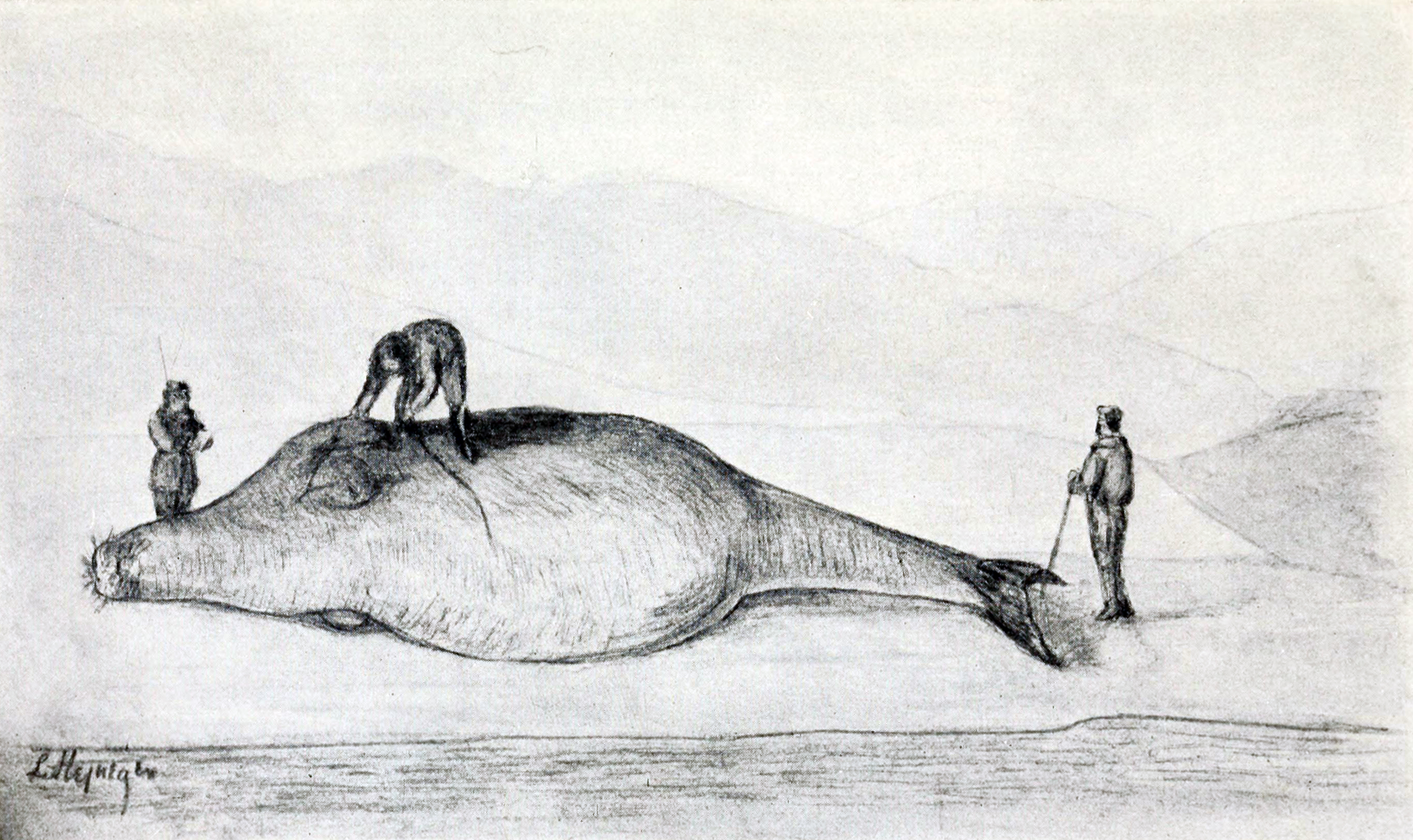
狩猟の場面。

デンマーク出身の探検家ヴィトゥス・ベーリングが率いるロシア帝国の第2次カムチャツカ探検隊は、1741年11月のはじめに遭難した。アラスカ探検の帰途、カムチャツカ半島のペトロハバロフスク港を目指して、アリューシャン列島づたいに西行していた探検船セント・ピョートル号が、嵐に遭遇し、カムチャツカ半島の東の沖200キロメートルに位置するコマンドルスキー諸島の無人島（現ベーリング島）で座礁した。
乗員たちの多くは壊血病にかかっており、飢えと寒さの中、半数以上が死亡した。指揮官のベーリング自身も12月に他界したが、残された人々は、座礁したセント・ピョートル号の船体から新しいボートを建造し、翌1742年8月に島を脱出した。その指揮に当たったのがゲオルク・ヴィルヘルム・シュテラーである。10ヶ月に及ぶ航海の末にペトロパブロフスク港にたどり着いた彼らは、英雄として迎えられた。
シュテラーは、探検中に見られたラッコやオットセイなどの毛皮獣のほかに、メガネウという海鳥（この鳥も、発見されたことが影響して結果的に絶滅する）と、遭難先の無人島（ベーリング島）で発見された巨大なカイギュウについても報告した。そのカイギュウは、長さ7.5メートル、胴回りが6.2メートルもあり、島の周辺に2,000頭ほどが生息すると推定された。シュテラーの航海日誌（ジャーナル）には、次のように記されている。「その島の海岸全域、特に川が海に注ぎ、あらゆる種類の海草が繁茂している場所には、われわれロシア人が『モールスカヤ・カローヴァ』（ロシア語: морская корова; “海の牛”）と呼ぶカイギュウが、1年の各期を通じて、大挙して姿を現す」。
そのカイギュウ1頭から、3トンあまり（200プード）の肉と脂肪を手に入れることができた。そしてその肉は、子牛に似た味と食感をもっていた。言うまでもなく、遭難中のシュテラーたちにとって、このカイギュウたちは有用な食料源となった。美味であるばかりではなく、比較的長い時間保存することができたため、その肉は彼らが島を脱出する際、たいへん助けとなった。皮は靴やベルト、ボートを波から守るカバーに利用され、ミルクは直接飲まれたほか、バターにも加工された。脂肪は甘いアーモンド・オイルのような味がし、ランプの明かりにも使われた。彼らが生還できたのは、このカイギュウの生息域でそれを有用に利用できたからであった。
ステラーカイギュウと名づけられたこの海獣の話はすぐに広まり、その肉や脂肪、毛皮を求めて、カムチャツカの毛皮商人やハンターたちが、数多くコマンドル諸島へと向かい、乱獲が始まった。
約10年後の1751年になって、シュテラーはこの航海で得たラッコやアシカなどを含む数々の発見に関する観察記を発行している。アラスカでは見かけなかったこの動物についても、彼は体の特徴や生態などを詳しく記録している。
ハンターたちにとって好都合なことに、本種は巨大ながらも簡単に捕殺できる生態的特徴や習性を持ち合わせており、銛やライフルで殺すことは容易だったが、何トンにもなる巨体を陸まで運ぶことは難しいため、ハンターたちはカイギュウをモリなどで傷つけておいて、海上に放置した。出血多量により死亡したカイギュウの死体が岸に打ち上げられるのを待ったのだが、波によって岸まで運ばれる死体はそれほど多くはなく、殺されたカイギュウたちのうち、5頭に4頭はそのまま海の藻屑となった。
1768年、シュテラーの昔の仲間であったイワン・ポポフという者（マーチンの説もあり）が島へ渡り、「まだダイカイギュウが2、3頭残っていたので、殺した」と報告しているが、これがステラーカイギュウの最後の記録となった。ステラーカイギュウは、発見後わずか27年で姿を消したことになる。
また、ステラーカイギュウの絶滅に伴い、クジラジラミの一種でステラーカイギュウに寄生するクジラジラミの一種「Cyamus rhytinae」も絶滅したとみられている。

### 未確認の絶滅後の記録
絶滅したとされた後にもステラーカイギュウではないかと思われる海獣の捕獲や目撃が何度か報告されている。
アッツ島では1800年代まで狩猟が行われていたとされる報告が存在する。
最も新しい報告例では、1963年7月にカムチャッカ半島のアナディリ湾でソ連の科学者によって6頭の見慣れぬ体長6-8メートル程の海獣の群れが観察されているが、それがステラーカイギュウなのか他の海獣類を見間違えたのかは不明である。この動物達は浅瀬で海藻を食べており、長い鼻と分岐した唇を持っていたとされる。
また、千島列島北部、カムチャッカ半島、チュクチ半島からも地元の漁師たちによる目撃情報が寄せられている。

## 標本

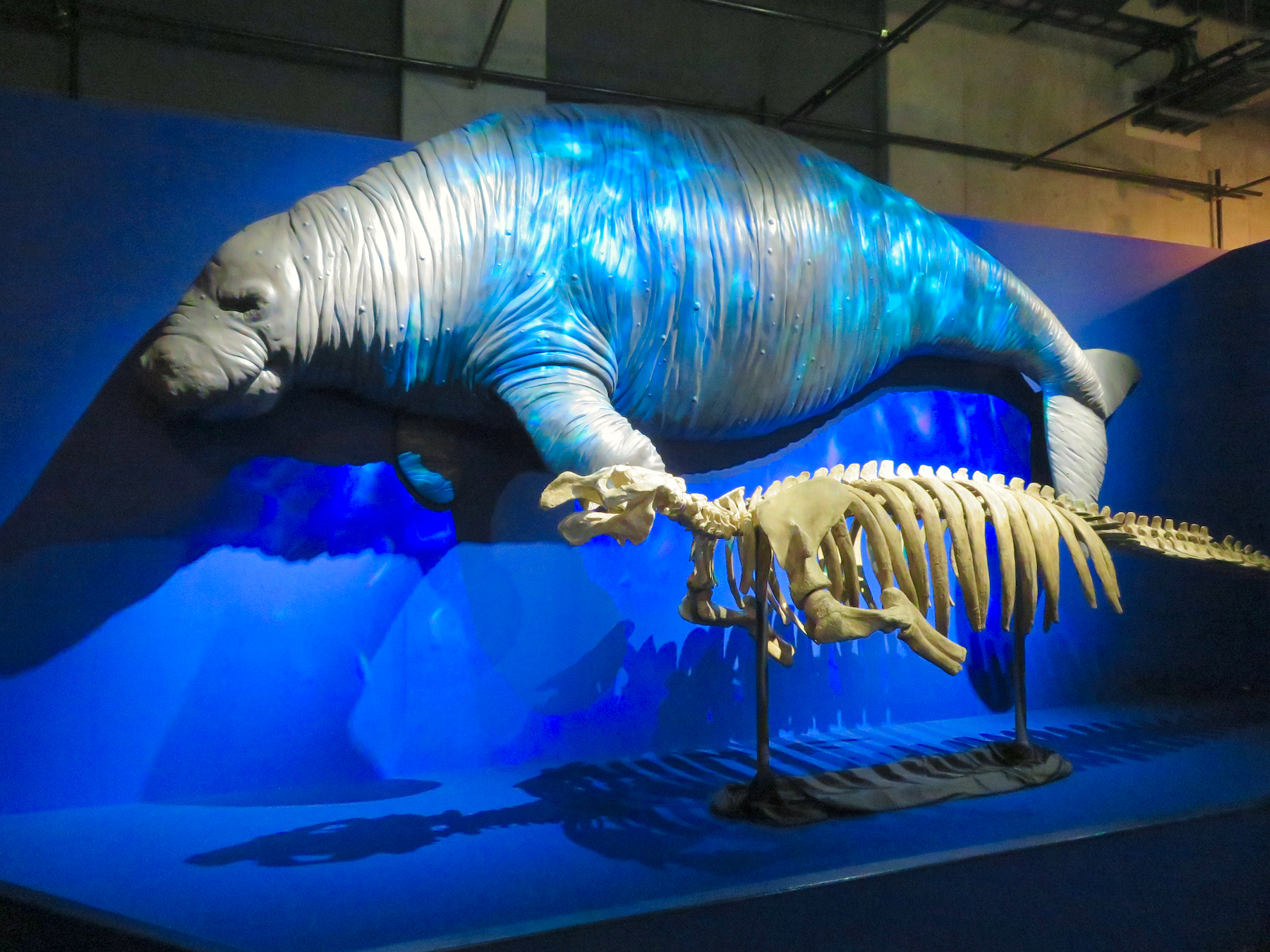
名古屋市科学館に展示されている生体復元模型と骨格標本。

東海大学自然史博物館に、ステラーカイギュウの全身骨格標本が展示されている。これはロシアで捕獲されたものの複製である。
専門家によるステラーカイギュウの唯一の観察記録は、シュテラー自身によるものだが、鳥羽水族館では、これに基づいて、ステラーカイギュウの復元標本の作成が何度か試みられている。
2017年11月、コマンドルスキー諸島において、マリア・シトワらの研究チームが全長が5メートルを超えるほぼ完全な姿の骨格を発掘した。ジョージ・メイソン大学のローレライ・クレラーによれば、これはステラーが発見したものの置いて行かざるを得なかった個体かもしれないという。